# Гіг-Гарбор (Вашингтон)
Гіг-Гарбор (англ. Gig Harbor) — місто (англ. city) в США, в окрузі Пірс штату Вашингтон. Населення — 12 029 осіб (2020).

## Географія
Гіг-Гарбор розташований за координатами 47°20′18″ пн. ш. 122°36′3″ зх. д. / 47.33833° пн. ш. 122.60083° зх. д. (47.338245, -122.600778).  За даними Бюро перепису населення США в 2010 році місто мало площу 15,41 км², з яких 15,40 км² — суходіл та 0,01 км² — водойми.

## Демографія
Згідно з переписом 2010 року, у місті мешкало 7126 осіб у 3291 домогосподарстві у складі 1937 родин. Густота населення становила 462 особи/км².  Було 3560 помешкань (231/км²).
Расовий склад населення:
| - 90,2 % — білих - 2,4 % — азіатів - 1,2 % — чорних або афроамериканців - 0,6 % — корінних американців - 0,5 % — вихідців з тихоокеанських островів - 1,4 % — осіб інших рас |

До двох чи більше рас належало 3,6 %. Частка іспаномовних становила 5,8 % від усіх жителів.
За віковим діапазоном населення розподілялося таким чином: 18,2 % — особи молодші 18 років, 56,7 % — особи у віці 18—64 років, 25,1 % — особи у віці 65 років та старші. Медіана віку мешканця становила 48,1 року. На 100 осіб жіночої статі у місті припадало 86,0 чоловіків;  на 100 жінок у віці від 18 років та старших — 82,8 чоловіків також старших 18 років.
Середній дохід на одне домашнє господарство  становив 96 790 доларів США (медіана — 65 365), а середній дохід на одну сім'ю — 116 996 доларів (медіана — 82 969). Медіана доходів становила 66 630 доларів для чоловіків та 49 932 долари для жінок. За межею бідності перебувало 6,9 % осіб, у тому числі 3,0 % дітей у віці до 18 років та 4,6 % осіб у віці 65 років та старших.
Цивільне працевлаштоване населення становило 3164 особи. Основні галузі зайнятості: освіта, охорона здоров'я та соціальна допомога — 29,4 %, мистецтво, розваги та відпочинок — 12,9 %, роздрібна торгівля — 12,5 %.